# こたにともこ
こたに ともこ（1968年9月29日 - ）は、日本の女性声優。神奈川県出身。81プロデュース所属。本名および旧芸名は小谷 朋子（読みは同じ）。

## 略歴
代々木アニメーション学院卒業。
2009年11月1日付で芸名を本名の小谷朋子からこたにともこに改名。

## 出演
太字はメインキャラクター。

### テレビアニメ
1997年
- あずきちゃん（ウエイトレス）
- BURN-UP EXCESS（アナウンサー、女店員、ラーメン屋のおかみさん）
- 爆走兄弟レッツ&ゴー!! シリーズ（シナモン・ルーサー、子供B） - 2シリーズ
- ポケットモンスター（少年、美少女トレーナー）

1998年
- ああっ女神さまっ 小っちゃいって事は便利だねっ（涼子ちゃん）
- 彼氏彼女の事情（司書）
- Night Walker -真夜中の探偵-（女子高生、女性）
- 虹の戦記イリス（男の子、少年、泥棒〈女〉）

1999年
- 装甲救助部隊レストル（ジゼル、アールサット・クルー、看護婦）

2002年
- 七人のナナ（萱野月枝）

2004年
- この醜くも美しい世界（西野澄恵）
- 砂ぼうず（朝霧純子）
- MEZZO -メゾ-（鈴木海空来）

2009年
- 青い文学シリーズ「人間失格」（茂子）

### OVA
- 銀河英雄伝説外伝 汚名（1998年、ウェイトレス）
- MEZZO FORTE（2000年、鈴木海空来）
- 七人のナナ（2002年、萱野月枝）
- おジャ魔女どれみナ・イ・ショ（2004年、リン）

### ドラマCD
- スターオーシャン セカンドストーリー 船上の受難者（ウェスタ・ランフォード、セシル・フラック）
- 天は赤い河のほとり（詠美、街の人女1）
- MEZZO -メゾ- 番外編「音の殻」（鈴木海空来）

### 吹き替え
- プラクティカル・マジック

### テレビ番組
- NHK キッズTV夢ディア号（ビット・MC）
- NHK 地球の街角 オランダ編（ボイスオーバー）

### シリーズ一覧
1. ↑  第2期『WGP』（1997年）、第3期『MAX』（1998年）